# Comissari Europeu del Mercat Interior i Serveis
El Comissari Europeu del Mercat Interior i Serveis és un membre de la Comissió Europea encarregat de controlar el mercat comú de la Unió Europea (UE), promovent des del seu càrrec la lliure circulació de mercaderies, serveis, persones i ciutadans, així com dels capitals.

## Llista de Comissaris del Mercat Interior i Serveis
| Comissió                                        | Inici                                 | Finalització                          | Nom                                   | País                                  | Partit                                |
| Comissari Europeu del Mercat Interior           | Comissari Europeu del Mercat Interior | Comissari Europeu del Mercat Interior | Comissari Europeu del Mercat Interior | Comissari Europeu del Mercat Interior | Comissari Europeu del Mercat Interior |
| Hallstein I                                     |                                       |                                       |                                       |                                       |                                       |
| ----------------------------------------------- | ------------------------------------- | ------------------------------------- | ------------------------------------- | ------------------------------------- | ------------------------------------- |
| Hallstein I                                     | 7 de gener de 1958                    | 15 de setembre de 1959                | Piero Malvestiti                      | Itàlia                                | DC                                    |
| Hallstein I                                     | 24 de novembre de 1959                | 9 de gener de 1962                    | Giuseppe Caron                        | Itàlia                                | DC                                    |
| Hallstein II                                    |                                       |                                       |                                       |                                       |                                       |
| 10 de gener de 1962                             | 15 de maig de 1963                    | Giuseppe Caron                        | Itàlia                                | DC                                    |                                       |
| 30 de juliol de 1964                            | 30 de juny de 1967                    | Guido Colonna di Paliano              | Itàlia                                | ind.                                  |                                       |
| Rey                                             |                                       |                                       |                                       |                                       |                                       |
| 2 de juliol de 1967                             | 30 de juny de 1970                    | Hans Groeben                          | Alemanya                              | cap                                   |                                       |
| Malfatti                                        |                                       |                                       |                                       |                                       |                                       |
| 1 de juliol de 1970                             | 21 de març de 1972                    | Wilhelm Haferkamp                     | Alemanya                              | ind.                                  |                                       |
| Mansholt                                        |                                       |                                       |                                       |                                       |                                       |
| 22 de març de 1972                              | 5 de gener de 1973                    | Wilhelm Haferkamp                     | Alemanya                              | ind.                                  |                                       |
| Ortoli                                          |                                       |                                       |                                       |                                       |                                       |
| 6 de gener de 1973                              | 5 de gener de 1977                    | Finn Olav Gundelach                   | Dinamarca                             | ind.                                  |                                       |
| Jenkins                                         |                                       |                                       |                                       |                                       |                                       |
| 6 de gener de 1977                              | 5 de gener de 1981                    | Étienne Davignon                      | Bèlgica                               | ind.                                  |                                       |
| Thorn                                           |                                       |                                       |                                       |                                       |                                       |
| 6 de gener de 1981                              | 5 de gener de 1985                    | Karl-Heinz Narjes                     | Alemanya                              | ind.                                  |                                       |
| Comissari Europeu del Mercat Interior i Serveis |                                       |                                       |                                       |                                       |                                       |
| Delors I                                        |                                       |                                       |                                       |                                       |                                       |
| 6 de gener de 1985                              | 5 de gener de 1989                    | Arthur Francis Cockfield              | Regne Unit                            | Con.                                  |                                       |
| Delors II                                       |                                       |                                       |                                       |                                       |                                       |
| 6 de gener de 1989                              | 5 de gener de 1993                    | Martin Bangemann                      | Alemanya                              | FDP                                   |                                       |
| Delors III                                      |                                       |                                       |                                       |                                       |                                       |
| 6 de gener de 1993                              | 22 de gener de 1995                   | Martin Bangemann                      | Alemanya                              | FDP                                   |                                       |
| 6 de gener de 1993                              | 22 de gener de 1995                   | Raniero Vanni d'Archirafi             | Itàlia                                | ind.                                  |                                       |
| Santer                                          |                                       |                                       |                                       |                                       |                                       |
| 23 de gener de 1995                             | 15 de març de 1999                    | Mario Monti                           | Itàlia                                | ind.                                  |                                       |
| Marín                                           |                                       |                                       |                                       |                                       |                                       |
| 16 de març de 1999                              | 15 de setembre de 1999                | Mario Monti                           | Itàlia                                | ind.                                  |                                       |
| Prodi                                           |                                       |                                       |                                       |                                       |                                       |
| 16 de setembre de 1999                          | 21 de novembre de 2004                | Frits Bolkestein                      | Països Baixos                         | VVD                                   |                                       |
| Barroso I                                       |                                       |                                       |                                       |                                       |                                       |
| 22 de novembre de 2004                          | 9 de febrer de 2010                   | Charlie McCreevy                      | Irlanda                               | FF                                    |                                       |
| Barroso II                                      |                                       |                                       |                                       |                                       |                                       |
| 9 de febrer de 2010                             | 1 de novembre de 2014                 | Michel Barnier                        | França                                | UMP                                   |                                       |
| Juncker                                         |                                       |                                       |                                       |                                       |                                       |
| 1 de novembre de 2014                           | 30 novembre 2019                      | Elżbieta Bieńkowska                   | Polònia                               | ind.                                  |                                       |